# Parc de Can Lluch
El Parc de Can Lluch és una obra del municipi de Gavà (Baix Llobregat) inclosa en l'Inventari del Patrimoni Arquitectònic de Catalunya. Es tracta d'un conjunt municipal amb espais diferenciats. Per un costat, espaiosos jardins clàssics, peristil exterior proper a la masia, petit estany i tanca entre el Parc i la Rambla. Per l'altre, una doble sèrie de columnes estilitzades reforça l'efecte estètic del conjunt.
En aquest parc cal destacar la consolidació de la vegetació i l'excel·lent disseny de l'espai enjardinat.

## Història
El que antigament fou jardí de la masia Lluch, construïda al segle xix a l'indret de l'antic Mas Comes, és des del 1975 el principal parc urbà de la població. En el centre hi ha un petit estany construït l'any 1925. El jardí comptava també amb escultures, però hagueren de retirar-se a fi d'evitar-ne la destrossa.